# نادي مصفاة بانياس
نادي مصفاة بانياس الرياضي سوريا بانياس وهو يعتبر من الأندية الحديثة في سوريا تأسس عام 1989 وهو من الأندية العمالية. والالعاب التي يمارسها النادي هي: كرة القدم - الطائرة - الطاولة - السباحة - الدراجات - الكاراتيه - اليد.

## أهم الانجازات
- الدوري السوري:
- الدوري السوري (الدرجة الثانية):

2010-2011: تصدر المجموعة (A) وصعد إلى الدرجة الأولى.
- كأس الجمهورية:

1996-1997: الدور ربع النهائي.

## تشكيلة الفريق
2012-2013: